# Downfall: Redux
Downfall: Redux è un videogioco indipendente horror, sviluppato da Harvester Games (casa di sviluppo formata esclusivamente da Remigiusz Michalski) e pubblicato da Screen 7. Il videogioco è stato pubblicato sulla piattaforma GOG.com il 14 febbraio 2016 e sulla piattaforma Steam il 15 febbraio 2016. 
È il remake di Downfall, videogioco sviluppato da Harvester Games e distribuito nel 2009, ed è la seconda opera della trilogia Devil Came Through Here, formata da The Cat Lady, Downfall e Lorelai.

## Trama
Il gioco non ha una trama lineare e gli avvenimenti possono variare in base alle scelte del giocatore, pertanto la cronologia degli eventi è suscettibile a cambiamenti.
In Downfall: Redux si vestono i panni di Joe Davis, un uomo che, in seguito ai frequenti litigi con sua moglie Ivy, decide di trascorrere insieme a lei un weekend al Quiet Haven Hotel, un albergo fuori città, per provare a ricucire il rapporto.
Il prologo del gioco avviene durante il periodo adolescenziale del protagonista: Joe e la sua famiglia si sono trasferiti da un anno in Inghilterra, provenendo da Seattle, quando Robbie, il fratello minore di Joe, racconta al fratello di aver visto dei criminali usare il sito di costruzione accanto alla loro casa come punto d'incontro per lo scambio di denaro, tramite una valigetta. Robbie cerca di convincere Joe ad andare con lui per andare a recuperare la valigetta prima che qualcuno passi a prenderla. Joe, convinto della falsità della storia del fratello, va invece dalla parte opposta per fare una passeggiata nel quartiere. Durante la passeggiata, Joe incontra una ragazza, seduta fuori una tavola calda, e decide di provare a parlarle, affascinato dalla sua bellezza. La ragazza dice di chiamarsi Ivy e di essere venuta dalla Svezia con sua madre. Joe le propone di farle visitare il quartiere, proposta che Ivy accetta, dopo qualche dubbio. I due ragazzi visitano varie zone, fino a quando non incontrano Robbie, che afferma di aver trovato la valigetta. Joe si convince della veridicità delle parole del fratello, anche per via della reazione entusiasta di Ivy alla storia, e decide di assecondarlo; i tre si dirigono al sito di costruzione e trovano il modo di entrare. Trovata la valigetta, i tre ragazzi scoprono che all'interno non vi erano depositati soldi, bensì granate. Joe e Ivy concordano che la cosa giusta da fare sia andare via e chiamare la polizia, tuttavia Robbie rimane lì, con l'intenzione di appropriarsi delle granate per venderle a qualche negozio locale. Joe cerca di convincere il fratello ad andarsene dal sito prima che possa succedere qualcosa di grave, consiglio che Robbie non ascolta quando, prendendo una granata, inciampa e attiva sbadatamente la spoletta, facendosi esplodere la granata tra le mani e morendo davanti agli occhi di Joe e Ivy. Dopo la tragedia i due ragazzi si perdono di vista, fino a quando, molti anni dopo, si incontrano e si innamorano, sposandosi dopo qualche mese di fidanzamento.
Arrivati all'hotel in tarda notte, Ivy si dimostra distaccata, nonostante l'entusiasmo di Joe, e si dirige verso la sala da pranzo dell'hotel. Joe, perlustrando la reception, inizia a notare l'assenza del personale e, quando raggiunge Ivy, essa avvisa il marito della presenza di entità malevole. Propone quindi al marito di andarsene prima che qualcosa di oscuro si presenti a loro, ma Joe insiste sul restare, complice una tempesta imminente. Tornati alla reception, i due incontrano la manager dell'albergo, che comunica di avere una stanza a disposizione, la stanza 101. Tuttavia Ivy si dimostra schiva nei confronti della donna e intima a Joe di non fidarsi di lei. Prima di andare nella stanza, la manager avvisa Joe di una signora nella stanza adiacente, la stanza 102, che non dovrebbe essere disturbata. Arrivati nella loro camera, Ivy inizia a discutere con Joe e i due iniziano un acceso litigio, che dura fino a quando i due non vanno a dormire. Durante la notte, Joe si ritrova in un sogno, che lui stesso identifica come il suo "mite rifugio" (omonimia con il Quiet Haven Hotel). Addentrandosi nel sogno, Joe vede emergere dei palazzi dal terreno e, in particolare, il condominio (Helen Road, 12) in cui vive insieme ad Ivy. Entrando dentro l'edificio, Joe trova una chiave per la cantina del condominio, che esplora fino a quando una macabra figura, insanguinata e dotata di ascia, lo intrappola all'interno e lo colpisce con l'arma.
Joe si sveglia dal sonno ma senza Ivy, perciò inizia a cercarla e arriva fino alla sala da pranzo, questa volta piena di persone apparentemente morte, con teste di animali al posto di teste umane, e la manager ad accoglierlo. Alle domande di Joe, la donna dice di aver visto Ivy passare di lì e fare amicizia con una ragazza di nome Sophie, colei che occupa la stanza 102. La manager sembra intenzionata ad aiutare Joe e lo manda alla reception per prendere la chiave della stanza 102, oltre a dirgli che Ivy aveva lasciato una lettera per lui. Arrivato alla reception, Joe trova sopra il bancone un gatto nero che prende le chiavi e scappa via. Joe inizia a rincorrere l'animale per le sale dell'hotel, che iniziano a cambiare drasticamente fino a quando non si ritrova di nuovo nel suo condominio, dove scende nuovamente nella cantina e riesce a intrappolare il gatto dentro la fornace, che si accende improvvisamente e brucia vivo il gatto. Joe apre la porta della fornace e prende le chiavi ma, poco dopo, si spengono le luci e si ritrova nella sala da pranzo dell'hotel, questa volta deserta. Arrivato alla stanza 102 e aperta la porta, Joe si trova davanti Sophie, una ragazza molto esile con una maschera. L'uomo le chiede di Ivy e la ragazza risponde che l'unico modo per riuscire ad arrivare a sua moglie e salvarla dai suoi mostri è uccidere le "quattro Sophie": ricordi della vera Sophie, sparsi per i vari piani dell'hotel, la cui morte avrebbe provocato la rottura dello specchio in cui risiede la moglie di Joe. La giovane Sophie inoltre rivela che, essendo l'unico ricordo puro di Sophie, deve essere la prima a morire e ordina a Joe di prendere del veleno dal Dottor Z nella cantina dell'hotel e portarlo da lei, così che Joe possa iniettarglielo.
Ritornato alla reception, Joe scopre che l'ascensore, precedentemente fuori uso, è in funzione. Questo permette a Joe di visitare i piani superiori dell'hotel, il cui accesso tramite scale era bloccato da una grande quantità di mobili. Arrivato al secondo piano, l'uomo viene accolto dalla manager, che cerca di convincerlo ad abbandonare la ricerca di Ivy e unirsi a lei, tentativo che si rivela inutile. Joe perlustra il secondo piano e arriva alla stanza 207, dove trova una sala operatoria improvvisata e una sedia elettrica, con un dottore intento a fare un intervento al cervello su un cadavere, che il dottore chiama Agnes, nel tentativo di riportarlo in vita. Il dottore si rivela essere il Dottor Z di cui parlava Sophie e dice a Joe di essere in grado di sistemare le cose all'interno dell'albergo, ma a condizione che Joe esegua una commissione: andare nella cantina dell'hotel e recuperare un oggetto che, a detta del dottore, sarebbe stato subito riconoscibile. Joe si dirige verso la cantina e arriva in un'altra sala operatoria, dove nel tavolo operatorio si trova un cadavere a cui è stata asportata la parte anteriore del capo, lasciando visibile il cervello. Nel frattempo un flashback mette il giocatore nei panni di Ivy, in preda alle manifestazioni fisiche del suo disturbo alimentare, fino a quando non viene costretta da una voce interiore a forzarsi il vomito per ritornare alla normalità. Preso il cervello, Joe nota uno scaffale con due fiale contenenti del veleno e, ripensando alla giovane Sophie, prende una delle due. Joe si dirige dal Dottor Z e gli consegna il cervello, che egli ha intenzione di usare per provare a riportare in vita il cadavere steso nel tavolo operatorio.
Compiuto il trapianto, il dottore attiva una leva connessa sia con la sedia che con il tavolo e l'elettricità inizia ad attraversare il cadavere, fino a quando un fusibile non esplode, portando il Dottor Z ad investigare. Anche Joe sta per uscire dalla stanza quando sente una voce femminile dietro di lui, che si rivela essere il cadavere, completamente nudo, che il dottore aveva provato a rianimare. L'uomo esce dalla stanza, dopo aver parlato brevemente con Agnes, la ragazza appena ritornata in vita, e si dirige dalla giovane Sophie per somministrarle il veleno, azione che  giocatore può scegliere se fare compiere a Joe o a lei. Alla sua morte, Joe prende il suo vestito e torna dalla ragazza recentemente rinata per farglielo indossare. Parlando, la ragazza rivela di non ricordare niente del suo passato e che, quando è ritornata in vita, l'unica cosa che aveva tra le mani era una lettera avente come destinatario Joe. Agnes sta per dargli la lettera quando l'uomo insanguinato che era apparso nei sogni di Joe entra dalla porta e colpisce entrambi con un colpo di ascia. Da qui il giocatore ha due scelte: continuare con Joe o con Agnes.

### Joe
Continuare con Joe porta in un momento particolare del passato: lui e Ivy sono stesi nel letto della loro casa e la ragazza inizia ad aprirsi con il marito, parlando del suo problema. Il giocatore può decidere di essere comprensivo con Ivy, sostenendola e approfondendo la discussione, o di essere apatico, sminuendo le sue problematiche e chiudendo il discorso. Successivamente Joe si sveglia all'interno di una bara sigillata e viene contattato dai morti, che iniziano a torturarlo psicologicamente, istigandolo a togliersi la vita all'interno della bara stessa con una pistola, che si rivela poi essere scarica, costringendo Joe ad una morte lenta per asfissia.

### Agnes
Continuare con Agnes porta il giocatore all'interno di una stanza di hotel, chiusa a chiave. Agnes inizia a esaminare gli oggetti presenti nella stanza quando qualcuno inizia a bussare violentemente alla porta, costringendo la ragazza ad uscire dalla finestra con una corda improvvisata. Agnes si ritrova fuori dal Quiet Haven Hotel e inizia a perlustrare la zona fino a quando non trova un edificio nei boschi circostanti. È in questo edificio che trova Ivy, la quale dice che l'unico modo per uscire da quel posto è attraverso una casa appartenente a una misteriosa figura. Agnes può convincere o meno Ivy a seguirla per scappare, tuttavia, una volta scoperta, l'entrata per la casa si chiude non appena Agnes vi mette piede all'interno, isolandola da Ivy. Addentrandosi nella casa, la ragazza si ritrova in una sala da pranzo dove siede una vecchia signora, con la quale inizia a parlare. L'anziana rivela di essere "la regina dei vermi", figura ricorrente in The Cat Lady, e di conoscere Joe, passato dalla sua casa poco tempo fa. Infatti, avanzando nelle stanze, Agnes trova una bara chiusa, che riesce ad aprire tramite un piede di porco, e vi trova Joe all'interno, ancora in vita.
Dopo che i due personaggi si sono riuniti, il giocatore riprende il controllo di Joe. Ritornando alla sala da pranzo, i personaggi si ritrovano di nuovo all'interno del Quiet Haven Hotel, al quarto piano. Joe racconta ad Agnes tutte le vicende avvenute prima del loro incontro e lei, dopo aver saputo dell'obiettivo dell'uomo, si dimostra titubante nei suoi confronti. Alla fine decide di fidarsi di lui e continua ad aiutarlo, dandogli la lettera di cui aveva accennato durante il loro primo incontro, lettera che si scopre essere un invito per una festa alla sala ricevimenti A, situata nel terzo piano. Arrivati alla sede dell'evento, Joe e Agnes trovano il secondo ricordo di Sophie, di un'età più avanzata rispetto al primo ricordo. Parlando con lei, i due scoprono che la Sophie adulta è innamorata di un uomo chiamato Harrison, il quale tuttavia non ricambia il sentimento, offendendola e maltrattandola con frasi offensive riguardanti il suo peso, che l'hanno portata all'ossessione verso il cibo. Nello stesso piano i due trovano, dentro un bagno, una serie di donne deformate e morbosamente in sovrappeso, ognuna deceduta per metodi di suicidio diversi, e una donna, avente lo stesso aspetto delle altre, in fin di vita e con accanto un fornello, che afferma di essere il terzo ricordo di Sophie. Nel frattempo Joe e Agnes fanno la conoscenza di Harrison, il quale si dimostra essere un uomo arrogante e pieno di sé, che tuttavia Joe usa per il suo scopo: i due attivano la fornitura del gas dell'albergo, accendono il fornello nel bagno e convincono l'uomo a fumarvici una sigaretta, offerta da Joe poco prima. Il piano riesce e, all'accensione della sigaretta, il fornello esplode, uccidendo sia Sophie che Harrison e aprendo la via per una stanza segreta, situata dietro il muro del bagno.
Attraversando la fenditura nel muro, Joe e Agnes si ritrovano in una stanza con una testa mozzata su un tavolo, avente un biglietto con soprascritto "ricetta" attaccato sulla fronte, che mostra i procedimenti per preparare un frullato ingrassante. Trovati tutti gli ingredienti per la ricetta, i due si dirigono alla cucina dell'hotel e usano il frullatore per creare il composto da far mangiare alla Sophie adulta, che però non si trova nella sala riunioni. Joe e Agnes, notando anche l'assenza del corpo di Harrison, decidono di andare nella camera dell'uomo, la stanza 203, e lì trovano Sophie insieme alla carcassa dell'uomo. Joe dà alla ragazza il frullato che, appena ingerito, inizia a consumarla da dentro, fino alla sua morte. Usciti dalla stanza, Joe e Agnes incontrano la manager, che propone a lui di incontrarla nel suo ufficio. Arrivati lì, la donna si rivela per quello che è: la visione della donna perfetta di Joe, forte, indipendente e in grado di soddisfare ogni suo desiderio.
Dopo la conversazione la manager sfida l'uomo a seguire le sue tracce per donargli "l'arma perfetta" ed esce dalla stanza, così Joe e Agnes iniziano a seguire i vestiti disseminati dalla donna per l'hotel fino ad arrivare in cucina, dove trovano un frigorifero precedentemente serrato che funge da porta segreta verso la dimora personale della manager. Joe attraversa la porta, ma appena mette i piedi all'interno il frigorifero si chiude, lasciando Agnes da sola e al buio. La ragazza inizia a vagare nell'oscurità fino a quando non incontra l'uomo insanguinato con l'ascia, che si leva la maschera e si rivela essere Joe. Nel frattempo Joe incontra la manager che gli dona un'ascia, da utilizzare per superare "l'ultima barriera": la vera Agnes, un mostro orribile e deforme. Presa l'ascia, Joe ha due opzioni: uccidere la manager o la vera Agnes. Compiuta una delle due scelte, Joe si dirige verso il quarto piano ed entra nella stanza 401, che lo trasporta fuori dall'hotel, nella casa dei sogni di lui e Ivy, e all'interno vi trova la quarta e ultima Sophie: un mostro totalmente deforme, privo di qualunque tratto umano. L'ultima Sophie tenta di scappare ma Joe inizia a braccarla, fino a quando non la intrappola e la uccide, spezzando l'ultima parte dello specchio e aprendo la via per Ivy. Allo stesso tempo Susan, protagonista di The Cat Lady e vicina di casa di Joe e Ivy, nota fortissimi rumori nel condominio e un'ascia mancante dal kit di emergenza e perciò inizia ad indagare sulla faccenda.
Joe si dirige verso lo specchio, ormai completamente in frantumi, e vi entra dentro, ritrovandosi in una spiaggia desolata in cui trova Ivy, ormai deceduta. A questo punto l'unico modo per provare a riportare in vita Ivy è lo stesso usato dal Dottor Z per rianimare Agnes, così Joe prende in braccio Ivy e si dirige verso l'ascensore, che porta solo al quinto piano, precedentemente inaccessibile con qualunque mezzo. Arrivato al quinto piano, Joe si ritrova nel suo appartamento e si fa strada fino alla sala operatoria, in cui pone Ivy nel tavolo operatorio. Nel frattempo, grazie alla prospettiva di Susan, il giocatore scopre che, per tutta la durata del gioco, Joe non è mai stato al Quiet Haven Hotel ma tutte le azioni che ha commesso sono avvenute all'interno del condominio, nella speranza di riportare Ivy indietro. Al momento di attivare la leva dell'elettricità, Joe viene approcciato dai personaggi principali della storia, tra cui Agnes e la regina dei vermi, per un confronto finale. Qui viene rivelato che Agnes non è altro che la parte benevola di Ivy, quella di cui Joe è innamorato. Joe attiva la corrente elettrica ma, improvvisamente, viene abbattuto da Susan.

### Finali
A questo punto il gioco offre tre finali diversi in base alle scelte fatte durante le vicende avvenute:
- Finale A (In fuga): L'energia elettrica sprigionata risulta eccessiva ed il contatore va in cortocircuito, provocando la combustione del corpo di Ivy. Susan sta per uscire dalla stanza e chiamare la polizia quando Joe, ancora in vita, la colpisce alle spalle facendola svenire. A questo punto si vede Joe, con in braccio Ivy, scappare dall'hotel in fiamme. Un'ultima inquadratura ci mostra il volto di Ivy, in decomposizione.
- Finale B (L'impossibile): Susan sta per uccidere Joe quando, all'improvviso, Ivy si alza dal tavolo operatorio e la colpisce con un'ascia, ferendola gravemente. La ragazza soccorre il marito e i due scappano dal condominio, nel quale inizia a propagarsi un incendio per via del cortocircuito del contatore. I due si ritrovano all'esterno dell'hotel in fiamme e, dopo essersi riconciliati, si allontanano.
- Finale C (Il sesto parassita): Joe viene ucciso da Susan, che viene definito dalla regina dei vermi come il sesto parassita (i parassiti umani sono gli antagonisti principali di The Cat Lady). Allo scoppio dell'incendio, viene posto sul tavolo operatorio insieme ad Ivy, in balia delle fiamme.

## Modalità di gioco
Downfall: Redux è un'avventura grafica con prospettiva in 2d, basata sull'esplorazione e sulla risoluzione di enigmi. Il giocatore ha la possibilità di interagire con molti oggetti, che possono essere acquisiti, combinati e usati per avanzare nella storia. Inoltre, il giocatore è in grado, durante i dialoghi con altri personaggi, di far scegliere a Joe le frasi da dire, plasmando il suo carattere a seconda delle scelte fatte; queste scelte hanno anche la funzione di diramare la storia in più vie, dando al giocatore la possibilità di ottenere diversi finali.

## Personaggi
- Joe Davis

Il protagonista del gioco, per tutto l'arco della storia deve combattere contro i suoi demoni e quelli di sua moglie Ivy per salvarla e scappare dall'hotel. In base alle scelte del giocatore può avere un carattere mite e comprensivo o impulsivo e apatico. È un ex fumatore e grande fan delle opere di Stephen King.
- Ivy Davis

Moglie di Joe, soffre di un disturbo alimentare che la porta a vedersi eccessivamente grassa, nonostante sia in sottopeso. Ama i gatti e le rose rosse; si evince da una scena di gioco che sia una fan dei Nirvana.
- Sophie

Joe deve uccidere i quattro ricordi di Sophie per trovare Ivy. È la rappresentazione fisica delle caratteristiche negative di Ivy, rappresentate ognuna da un ricordo diverso.
- Manager

La manager del Quiet Haven Hotel rappresenta la donna ideale di Joe e fa di tutto per distogliere il protagonista dalla sua missione, cercando di sedurlo a ogni incontro.
- Dottor Z

Uno strano dottore che aiuta il protagonista durante la sua permanenza all'hotel. Presumibilmente il suo vero nome è Frank Zellman, psichiatra di Joe che per questo motivo egli rivede nella sua mente.
- Agnes

Inizialmente un cadavere rianimato dal Dottor Z, Agnes aiuta Joe e rappresenta le caratteristiche positive di Ivy. È dotata di un ottimo senso dell'umorismo e riesce a mantenere la calma anche nelle situazioni difficili.
- Robbie Davis

Fratello minore di Joe, muore nel prologo quando, accidentalmente, attiva l'innesco di una granata. Robbie si mostra come un bambino solare e giocoso, amato sia da Joe che dai suoi genitori.
- Harrison

Un ospite dell'hotel, Harrison è una persona arrogante e presuntuosa. È lo stereotipo dell'uomo superficiale e crudele, disposto a tutto per il suo piacere personale.
- Regina dei vermi

Personaggio misterioso: nessuno sa quale siano le sue motivazioni o chi sia veramente. È colei che comanda a Susan di uccidere Joe, definito da lei come il sesto parassita.
- Susan

Protagonista di The Cat Lady, appare negli ultimi attimi del gioco e si contrappone alla follia di Joe che imperversa in tutto il condominio. Ha molti gatti e una passione per il pianoforte.

## Sviluppo
Paragonato al gioco originale del 2009, Downfall: Redux presenta molte differenze: ogni aspetto del gioco, esclusa la trama generale, è stato modificato e migliorato. Quasi ogni linea di dialogo è stata riscritta e dotata di doppiaggio per dare più spessore ai personaggi, il gameplay si è distaccato dall'origine punta e clicca, incorporando nuovi elementi ed eliminando alcune parti del gioco non apprezzate dall'utenza, e la veste grafica è stata cambiata adottando lo stile più macabro e surreale di The Cat Lady. 
Il gioco inoltre si inserisce in una serie di storie connesse tra di loro, mentre l'originale è un gioco stand-alone. 
Il gioco è stato sviluppato con Adventure Game Studio, stesso software usato per la realizzazione di The Cat Lady. Inizialmente, Remigiusz Michalski, lo sviluppatore del gioco, si era dedicato allo sviluppo di Lorelai, capitolo conclusivo della trilogia, prima di decidere di concentrarsi su Downfall: Redux e mettere il progetto precedente in stallo.

## Colonna sonora
La colonna sonora di Downfall: Redux è stata prodotta da Michal Michalski, in arte micAmic, fratello dello sviluppatore. Il gioco contiene anche alcune tracce aggiuntive prodotte da Warmer, 5iah, Ben & Alfie e Black Casino And The Ghost.

### Tracce
1. Red Moon – 3:44
2. The Madness (Part 1) – 2:01
3. Mushroom Adventure – 3:19
4. Lost Between Floors – 2:44
5. Shells Under the House – 2:30
6. Over the Bridge Now – 3:47
7. My Reaction on Expanding Universe – 1:27
8. The Madness (Part 2) – 1:28
9. Stain on Carpet – 2:14
10. Proximate – 2:49
11. Whispers – 1:08
12. Armor Plate – 1:14
13. Take Me to the River – 1:46
14. Ivy's Delusion – 3:09
15. Tarang – 2:30
16. Hole in my Back – 2:45
17. The Soup Is Blood – 2:47
18. Discoveryness – 0:59
19. Every Grain of Dirt – 3:43
20. Standing by the River – 1:48
21. Bates – 1:54
22. Stillness – 3:01
23. Here Comes the Ugly – 1:07
24. Before – 2:35
25. After – 1:24
26. Grip Control – 2:01
27. Knifeman of Tchev – 2:32
28. Abyss of Dead Souls – 3:43
29. Freaky Shit – 0:37
30. Neverglide – 3:48
31. Dream Within a Dream – 1:02
32. Slowly Fading Away – 4:31
33. Sparks – 4:11
34. Ready Err Yes – 3:53
35. Origin of Disorder – 3:42
36. Revelations – 6:42
37. Mrs. Messy – 1:06
38. Spring Desert – 2:48
39. The Madness (Part 3) – 2:37
40. Do it – 0:09
41. Baggage – 3:46
42. Up in Flames – 1:37
43. A Million Tiny Vampires – 3:29
44. Boogeyman – 3:12
45. Sooner or Later – 5:15

## Accoglienza
Downfall: Redux è stato accolto positivamente dalla critica, che ha apprezzato la veste grafica, la storia, la caratterizzazione dei personaggi ed il sonoro. Alcune critiche negative sono state fatte al comparto tecnico, non eccelso, al gameplay, a tratti eccessivamente basilare, e al doppiaggio di alcuni personaggi.